# Acarnus tenuis
Acarnus tenuis är en svampdjursart som beskrevs av Arthur Dendy 1896. Acarnus tenuis ingår i släktet Acarnus och familjen Acarnidae.
Artens utbredningsområde är havet kring Australien. Inga underarter finns listade i Catalogue of Life.